# Prva bitka pri Dongoli
Prva bitka pri Dongoli je bila bitka med muslimansko vojsko zgodnjega Rašidunskega kalifata in vojsko krščanske kraljevine Makurije poleti 642. Rašiduni so bili v bitki prvič težko poraženi, čeprav je bila njihova vojska številčno mnogo večja. Poraz v bitki je ustavil arabske vdore v Nubijo in povzročil sovražno ozračje med obema kulturama do vrhunca v drugi bitki pri Dongoli leta 652. 

## Ozadje
V 6. stoletju se je prebivalstvo nekdanjega Kraljestva Kuš, vključno z Alodijo, Makurijo in Nobatija, spreobrnilo v krščanstvo. Omenjena kraljestva so bila ob južni meji Egipta. Kakšno stoletje kasneje je islam do leta 632 združil Arabce v veliko in rastočo vojaško in politično silo. 
Leta 640 je vojskovodja Amr ibn al-As osvojil bizantinski Egipt. Da bi utrdil muslimansko oblast v Egiptu, je moral zavarovati njegove zahodne in južne meje. Amr je zato poslal odprave v bizantinsko Severno Afriko in Nubijo. 

## Bitka
Leta 642 je Amr ibn al-As poslal proti Makuriji vojsko 20.000 konjenikov pod vodstvom svojega bratranca Ukbe ibn Nafija. Vojski je uspelo priti do Dongole, glavnega mesta Makurije. Po besedah zgodovinarja al-Baladhurija so muslimani spoznali, da so Nubijci trdi nasprotniki, ki so jih dočakali s plohami puščic. Veliko arabskih vojakov se je vrnilo v Egipt z ranjenimi očmi ali celo slepih, zato so Nubijce imenovali 'iztikači  zenic'. Al-Baladhuri, ki se sklicuje na enega od svojih virov, je enega od spopadov opisal takole:
"Nekega dne so prišli proti nam in se postavili v vrsto. [Mi smo] želeli uporabiti meče, a nismo mogli. In streljali so na nas in okoli sto petdeset [našim vojakom] iztaknili oči".
Nubijska zmaga v prvi bitki pri Dongoli je bila eden redkih porazov Rašidunskega kalifata sredi 7. stoletja. S smrtonosno natančnostjo njihovih lokostrelcev in izkušenimi konjeniškimi enotami je Makuriji uspelo dovolj zamajati al-Amrovo samozavest, da je umaknil svoje sile iz Nubije.

## Umik Arabcev iz Nubije
Arabski viri trdijo, da odprava v Nubijo ni bila muslimanski poraz, vendar hkrati priznavajo, da ni bila uspešna. Kot bolj uspešno omenjajo odpravo v bizantinsko severno Afriko, ki jo je Amr ibn al-As izvedel na lastno pobudo. Bil je prepričan, da bo zmaga lahka in bo o njej obvestil kalifa šele po njej.
Arabski viri o odpravi v Nubijo jasno povedo, da v Nubiji ni bilo kakšnih posebnih bitk, a kljub temu omenjajo spopade z vojsko Nubijcev, ki so napadali še preden so se Arabci organizirali. V spopadu naj bi 15 muslimanov izgubilo oko.
Arabski viri pripisujejo več zaslug nubijski gverilski taktiki kot enemu samemu odločilnemu obračunu. Trdijo, da so Nubijci svojim muslimanskim nasprotnikom od daleč klicali, kje bi želeli biti ranjeni. Muslimani so jim v šali odgovorili in puščice so jih vedno zadela prav tja. Ta izjava in trditev, da so bili nubijski konjeniki boljši od muslimanskih v taktiki udari in zbeži, podpira muslimansko trditev, da so jih Nubijci premagali v spopadih in ne v množični bitki.
Odprava Ukbe ibn Nafija v Nubijo je vsekakor spodletela in Ukba je svojemu bratrancu Amru bin al-Asu pisal, da proti takšni taktiki ne more zmagati, sicer pa da je Nubija zelo revna dežela brez zakladov, za katere bi se bilo vredno boriti. Ukba v slednjem morda ni pretiraval, saj je Nubija obkrožena z mogočnimi puščavami. Ko je Amr bin al-As prejel to novico, je ukazal bratrancu, naj se umakne, kar je tudi storil.

## Posledice
Al-Baladhuri pravi, da se je Amr odločil umakniti svoje sile iz dveh glavnih razlogov: ker je bilo malo plena, čeprav je bila Nubija bogata z zlatom in kmetijskimi pridelki, in ker se je nubijska vojska izkazala za precejšnjo. Zato se mu je zdelo bolje skleniti mir. Amr kljub temu ni bil pripravljen prenehati s pohodi na Makurijo. Mir med muslimanskim Egiptom in krščansko Makurijo je bil sklenjen šele po prihodu Abdulaha Ibn Saada leta 645. Mir je  trajal do druge bitke pri Dongoli leta 652. Po drugem porazu muslimanov v Nubiji je bil sklenjen mirovni sporazum (Bakt), ki je veljal skoraj sedemsto let in bil zato eden od najdlje veljavnih mirovnih sporazumov v zgodovini. 